# Parabrotula
Parabrotula is een geslacht van straalvinnige vissen uit de familie van naaldvissen (Parabrotulidae). Het geslacht is voor het eerst wetenschappelijk beschreven in 1911 door Zugmayer.

## Soorten
- Parabrotula tanseimaru Miya & Nielsen, 1991
- Parabrotula plagiophthalma Zugmayer, 1911